# Diodia
- Commons
- Wikispecies

Diodia L. é um género botânico pertencente à família Rubiaceae.

## Sinonímia
| - Dasycephala (DC.) Hook. f. - Decapenta Raf. - Diodella Small - Dioneiodon Raf. - Ebelia Rchb. | - Endopogon Raf. - Hemidiodia K. Schum. - Hexasepalum Bartl. ex DC. - Triodon DC. |

## Principais espécies
- Diodia alata
- Diodia angolensis
- Diodia angustata
- Diodia anthospermoides
- Diodia appariciana
- Diodia apiculata
- Diodia arenicola
- Lista completa

## Classificação do gênero
| Sistema | Classificação                      | Referência               |
| ------- | ---------------------------------- | ------------------------ |
| Linné   | Classe Tetrandria, ordem Monogynia | Species plantarum (1753) |